# Invazní pruhy

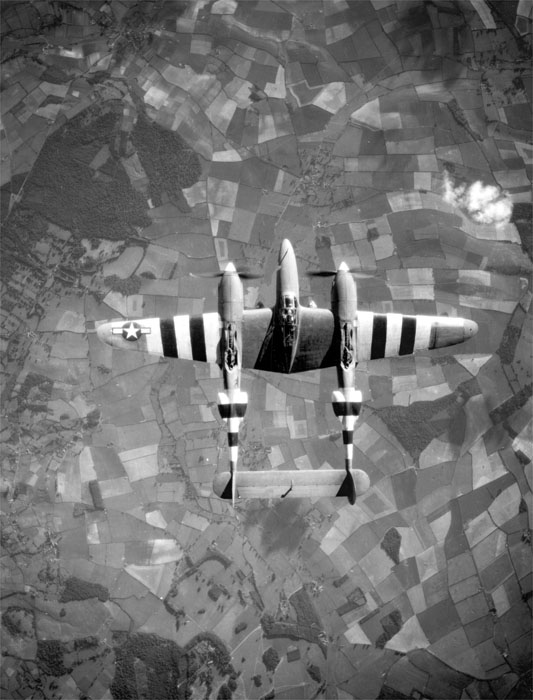
Americký průzkumný letoun F-5 Lightning, vyfotografovaný v době vylodění v Normandii a nesoucí označení invazními pruhy.

Invazní pruhy jsou zvláštní označení vojenské techniky, které má umožnit rychle a jednoznačně odlišit vlastní vojenskou techniku od nepřátelské. Poprvé byly invazní pruhy v masovém měřítku použity v roce 1944 spojenci při vylodění v Normandii. Nejčastěji šlo o černo-bílé pruhy na křídlech nebo trupu letadel, kabinách automobilů a pancéřování těžké vojenské techniky.

## Invaze do Normandie
Před vyloděním v Normandii byly letouny a kluzáky RAF a USAAF opatřeny třemi bílými a dvěma černými pruhy o šíři 46 cm u stíhaček a jednomotorových letounů a 61 cm u vícemotorových typů, umístěnými svisle na trupu za kabinou a na křídlech.
Na některých průzkumných a pozorovacích letadlech byly pruhy aplikovány pouze na spodních plochách. V červenci 1944 byly odstraněny i z horních ploch dalších letadel, zejména dislokovaných na předsunutých letištích ve Francii, a do konce roku 1944 byly pruhy ze spojeneckých letadel odstraněny zcela. 
Čtyřmotorových strategických bombardérů Bomber Command RAF a 8. letecké armády USAAF se označení netýkalo, jelikož Luftwaffe nedisponovala významnějšími počty letounů, se kterými by mohly být zaměněny.

## Válka v Koreji

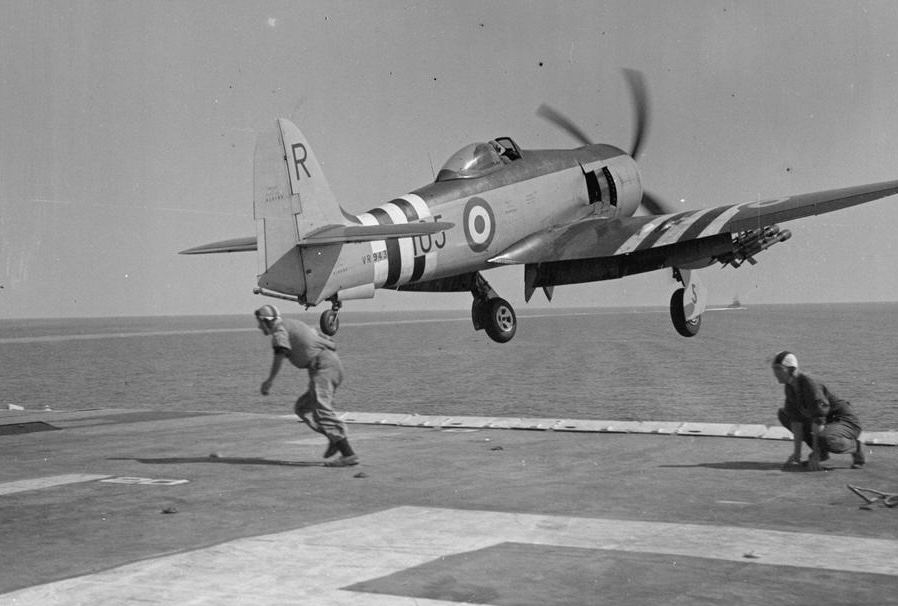
Hawker Sea Fury startuje z HMS Glory, 1951.

Pruhy stejného provedení jako použité během vylodění v Normandii byly aplikovány na letounech britského a australského námořního letectva nasazených v korejské válce.

## Suezská krize
V průběhu Suezské krize letouny Royal Air Force, Fleet Air Arm, Armée de l'air a Aéronavale nesly označení pruhy podobného stylu, ale poněkud užšími a bílá barva byla nahrazena žlutou.

## Okupace Československa

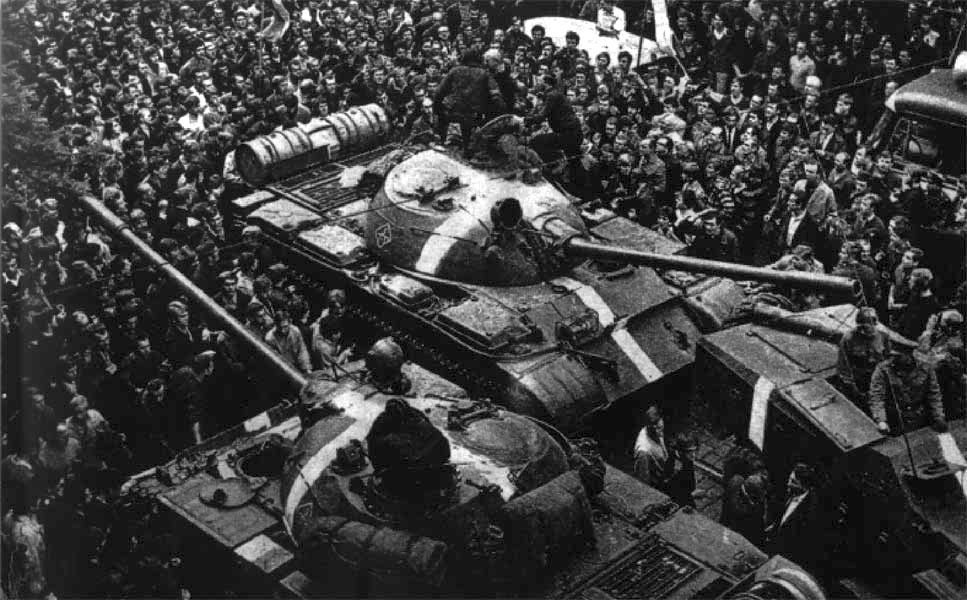
Sovětské tanky v Československu, 1968.

Tanky a jiná bojová technika Sovětské armády a vojsk dalších zemí Varšavské smlouvy byly při invazi do Československa v roce 1968 označeny jedním bílým invazním pruhem v podélné a jedním v příčné ose vozidla, širokými 20–25 cm.
Letouny nesly dva svislé červené pruhy na trupu před ocasními plochami.
Bílý pruh na bojové technice se používal při cvičeních ČSLA i jiných vojsk Varšavské smlouvy při cvičeních, kdy byly jednotky rozděleny na vlastní a nepřátelské, jako odlišovací a poznávací znamení pro rozhodčí cvičení. Protože armády byly vyzbrojeny jednotnou technikou, bylo při cvičeních potřeba rozlišit, kdo představuje stranu „vlastní“ a kdo stranu „cizí“ (nepřítele). Jedna strana tak měla bojovou techniku bez pruhů a druhá pro rozlišení s pruhy.

## Ruská invaze na Ukrajinu
Při invazi ruských vojsk na Ukrajinu v r. 2022 použila ruská armáda pro označení svých vozidel účastnících se vpádu do země velká písmena "V" a "Z".  